# Вадіс Олександр Анатолійович
Вадіс Олександр Анатолійович (вересень 1906 або 1906 , Трипілля, Київський повіт, Київська губернія, Російська імперія  — 1968 , СРСР ) — радянський генерал НКВС, 1954 року позбавлений звання. 

## Біографія
Походив з селянської родини, у 1913–1917 роках навчався в гімназії Бахмута, закінчив 4 класи.
З листопада 1918 по червень 1920 був безпритульним у Києві. У 1920–1922 — служив в РСЧА, по демобілізації наймитував, 1923 поступає до комсомолу, з серпня 1924 — секретар районної ланки ЛКСМУ Немирівського дитбудинку.
Працював в комуні, завідував районним дитячим бюро райкому ЛКСМУ, з 1927 — відповідальний секретар Вінницького райкому ЛКСМУ.
В складі ВКП(б) з квітня 1928 року. Знову служив курсантом в армії протягом 1928–1930 років.
З осені 1930 — уповноважений Літинського РВ ДПУ, начальник Пулинського РВ ДПУ, 1932 — Ємільчинського РВ ДПУ, 1933–1936 — начальник Чигиринського РВ ДПУ, 1936–1938 — керував підрозділами УДБ Житомирського окружного відділу НКВС-УНКВС Житомирської області. По тому — начальник Бердичівського ДВ НКВС, начальник відділення 3-го відділу УДБ НКВС УРСР.
З липня 1941 — начальник ОВ НКВС 26-ї армії, майор держбезпеки, по тому — заступник начальник ОВ НКВС Південно-Західного фронту, начальник ОВ НКВС Брянського фронту, начальник ОВ НКВС Воронезького фронту.
В червні-листопаді 1939 — начальник відділу УДБ НКВС Кам'янець-Подільської області, з 6 листопада 1939 по кінець червня 1941 — начальник УНКВС Тернопільської області. Розробляв підготовку ОУН збройного повстання в Збаразькому повіті.
В квітні 1943 — грудні 1945 — начальник Управління контррозвідки СМЕРШ Центрального — Білоруського 1-го Білоруського фронту — Групи радянських військ в Німеччині. Травень 1943 — генерал-майор, вересень 1944 — генерал-лейтенант.
У травні-червні 1943 року на Центральному фронті радянська контррозвідка під його керівництвом проводить операцію по дезінформації — радянські контррозвідники, затримавши кількох закинутих німецьких агентів, перевербували їх та використовували для надання фальшивої інформації німецькому командуванню.
В квітні 1944 року- начальник СМЕРШу 1-го Білоруського фронту, провадив роботи по закиданню фальшивої інформації нацистам перед проведенням операції «Багратіон».
Неодноразово писав доклади на ім'я В. Меркулова та Л. Берії про випадки корупції та моральної деградації серед радянського командування в Німеччині та Польщі. Жуков добився відкликання Вадіса з радянської зони окупації Німеччини.
В грудні 1945- жовтні 1946 — начальник Відділу контррозвідки СМЕРШ Забайкальско-Амурського ВО, Управління контррозвідки. По листопад 1947 — в резерві кадрів контррозвідки.
В 1947–1951 роках — начальник головного управління охорони МДБ СРСР на залізничному й водному транспорті, в січні — листопаді 1951 — заступник міністра державної безпеки Української РСР. Олександр Вадіс вважав за потрібне провести масштабну чистку МДБ від корумпованих елементів, сумнівався в об'єктивності розслідування «справи лікарів», поновив розслідування справи щодо маршала Жукова, котрого вважав винуватим у зловживанні службовим становищем, зокрема, у відправці на «чорний ринок» харчування, котре по ленд-лізу постачалося для блокадного Ленінграда. Займався перевербуванням закинутого члена ОУН-з Мирона Матвієйка.
24 листопада 1951 року звільнений з органів МДБ СРСР. 1952 року виключений з партії за зловживання службовим становищем.
В 1951–1953 роках працював в системі ГУЛАГ СРСР, не прижився — в цій системі його вважали «занадто чесним».
25 грудня 1953 року звільнений з органів МВС СРСР «по фактам дискредитації… за поведінку, недостойну співробітника МВС» (писав скарги керівництву по фактах хабарництва).
24 листопада 1954 року позбавлений військового звання постановою РМ СРСР «як такий, що дискредитував себе за час роботи в органах… та недостойний у зв'язку з цим високого звання генерала». Одначе це був ще добрий вихід — його колишній начальник В. Абакумов 19 грудня того ж року засуджений до вищої міри покарання і через годину розстріляний.
Після цього позбавлений пенсії, 1955 року виселений з квартири.
Після зміщення Жукова 1957 року з посади міністра оборони йому пропонували написати «покаянний лист» Хрущову та подати заяву на відновлення в КПРС, однак він відмовився це робити.
До самої смерті жив в найманій кімнаті комуналки та працював сторожем.

## Нагороди
Нагороджений двома орденами Леніна, двома орденами Червоного Прапора, орденами Кутузова 1 та 2 ступеня, двома орденами Вітчизняної війни 1 ступеня, двома орденами Червоної Зірки, чотирма польськими, трьома монгольськими та одним китайським орденом, 5 радянськими медалями, почесними знаками «Почесний працівник ВЧК-ГПУ» — 1938, «Заслужений працівник НКВС» — 1941.